# Nordische Badmintonmeisterschaft 1975
Die Nordische Badmintonmeisterschaft 1975 fand vom 15. bis zum 16. November 1975 in Stockholm statt. Es war die 14. Auflage dieser Veranstaltung.

## Titelträger
| Disziplin    | Sieger                        |
| ------------ | ----------------------------- |
| Herreneinzel | Sture Johnsson                |
| Dameneinzel  | Lene Køppen                   |
| Herrendoppel | Bengt Fröman Thomas Kihlström |
| Damendoppel  | Inge Borgstrøm Lene Køppen    |
| Mixed        | Steen Skovgaard Lene Køppen   |

## Finalresultate
| Disziplin    | Sieger                        | Finalist                       | Ergebnis         |
| ------------ | ----------------------------- | ------------------------------ | ---------------- |
| Herreneinzel | Sture Johnsson                | Flemming Delfs                 | 15–6, 12–15 15–3 |
| Dameneinzel  | Lene Køppen                   | Imre Rietveld Nielsen          | 11–2, 11–2       |
| Herrendoppel | Bengt Fröman Thomas Kihlström | Elo Hansen Flemming Delfs      | 15–9, 15–2       |
| Damendoppel  | Inge Borgstrøm Lene Køppen    | Liselotte Gøttsche Pia Nielsen | 15–2, 15–5       |
| Mixed        | Steen Skovgaard Lene Køppen   | Bengt Fröman Karin Lindquist   | 15–5, 15–3       |